# Hierakonpoliszi templom

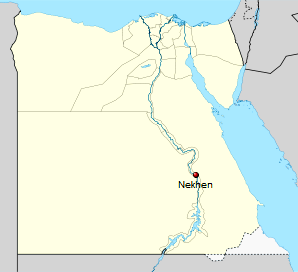
Nehen városának elhelyezkedése

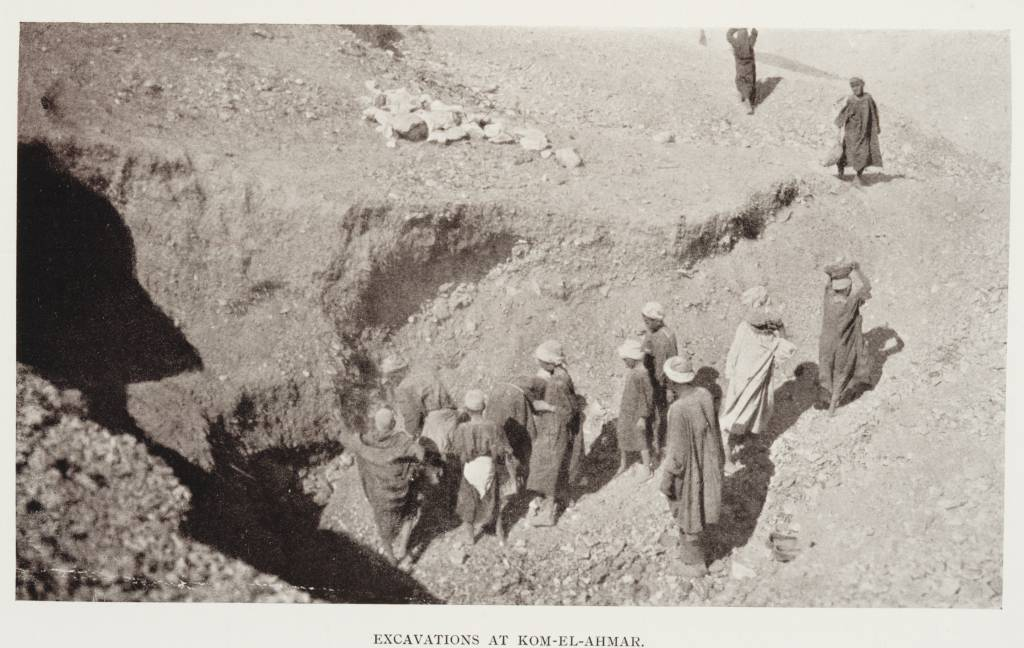
Ásatás Hierakonpoliszban (1910)

A hierakonpoliszi templom az ókori Egyiptom időben első ismert temploma, az ókori Nehen város szent körzete. Jelentősége a predinasztikus és az archaikus korokban igen nagy lehetett, amelyet a nagy fogadalmi letétként ismert leletegyüttes bizonyít, de még a középbirodalom, sőt az újbirodalom korában is építettek hozzá részeket. A templom a falakkal körbevett 300 méter hosszú és 400 méter széles hierakonpoliszi erőd délkeleti sarkában helyezkedik el. Hasonló jellegű templom eddig csak még délebbre, Szuenet (Asszuán; görögül Szüéné) városában került elő.

## A templom
A templom az ősi Nehen városában áll, amelynek neve azonos az egyik legkorábbi sólyomistenség, Nehen nevével. A később legkiterjedtebb tiszteletben részesülő Hór (görög Hórusz) istennel azonosulva neve Hór, a neheni alakra módosult, a város görög neve (Hierakonpolisz) is a Sólyom Városa jelentésű. Valószínűleg nem véletlen, hogy e korai város sólyomistenségének tisztelete a későbbiekben egész Egyiptomban elterjedt. Hasonlóan beszédes momentum, hogy később a felső-egyiptomi korona szentélye is Nehenben állt.
A templom a város egy korábban már lakott részén épült meg, mivel az ásatások a templom alapjai alatti rétegekben is találtak edényeket. A templom első változata egy egyszerű, gyékényfonatokból és faácsolatokból épített szentély volt, amelynek neve Per Ur (pr-wr, Nagy Ház). Narmer buzogányának ábrázolása alapján bejárata előtt egy fa pavilon állt, amely talán az ünnepi trónus helye volt. Az építmény alapját négy hatalmas faoszlop képezte, amelyekre a falakat erősítették. Az építmény hátsó végében három olyan helyiség volt, amelyek megfelelnek a későbbi templomok hasonló elhelyezésű szentélyeinek. Egészen a Dzsószer-piramis egy évezreddel későbbi építéséig ez a templom és templomkörzet vált minden templom alaptípusává.
A szentély a pavilonnal együtt egy mesterséges dombon állt, amely valószínűleg jelképes tartalmú, és kapcsolatba hozható a legkorábbi uralkodósírok alakjával is (például a Günther Dreyer által rekonstruált Dzset-sírral). A domb egy legalább 40×15 méteres, ovális elkerített udvaron áll. A templomkörzetet fával és gyékénnyel erősített, illetve díszített vályogfal vette körül. Maga a templom ennek nyugati részén helyezkedett el. A predinasztikus korszakban a templomudvaron állatáldozatokat tartottak.
A templomból előkerült, Nagy Letétnek nevezett leletegyüttes predinasztikus és archaikus kori (I-II. dinasztia korabeli), kultikus jellegű tárgyakat tartalmaz. Ezek valószínűleg a II. dinasztia végén, Haszehemui, vagy Szanaht idején kerültek ide. A tárgyak több gócban helyezkedtek el, magában a templomban, a pavilon környékén, és a domb és a kerítésfal közötti részről. Ez utóbbi csoport tartalmazta a hátrakötözött kezű foglyot ábrázoló csaplyukat, életnagyságú, térdelő alattvalókat mintázó szobrokat és a Narmer-palettát. A neheni templom alapvető fontosságú a korai időszakok megértése terén.
A templom építményét a Középbirodalom korában ötkamrás szentéllyé alakították, innen került elő az újbirodalom korában ide eltemetett réz- és aranylemezekből készült, tollakkal díszített sólyomfej.

## Galéria

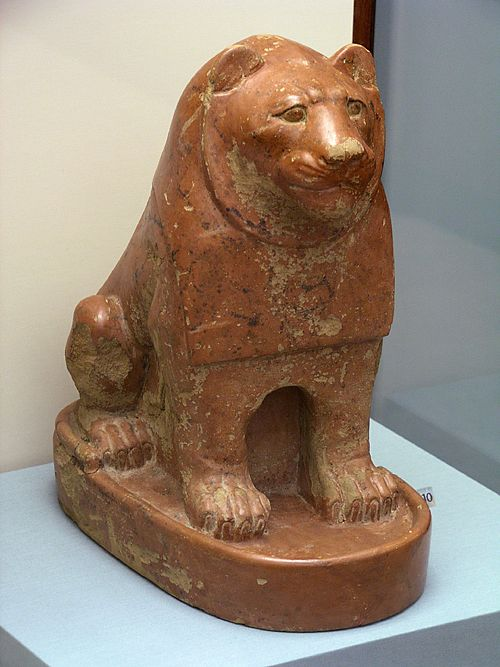
Cseréporoszlán
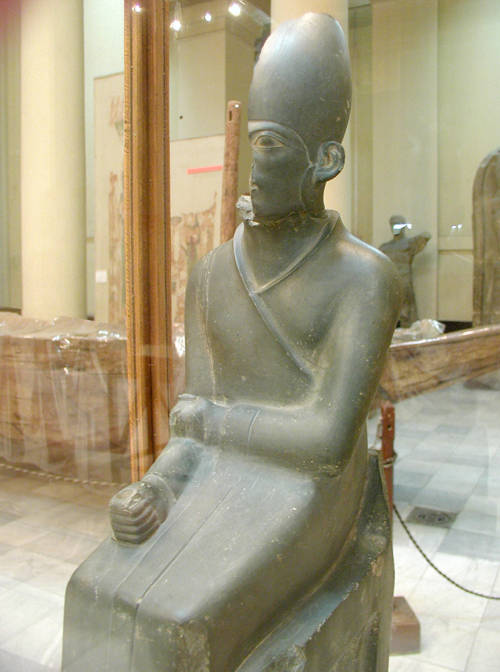
Haszehemui szobra
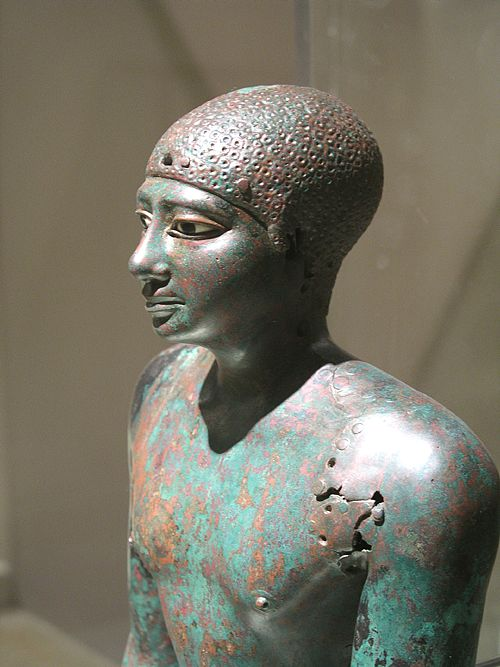
I. Pepi vagy Merenré szobra a templomból
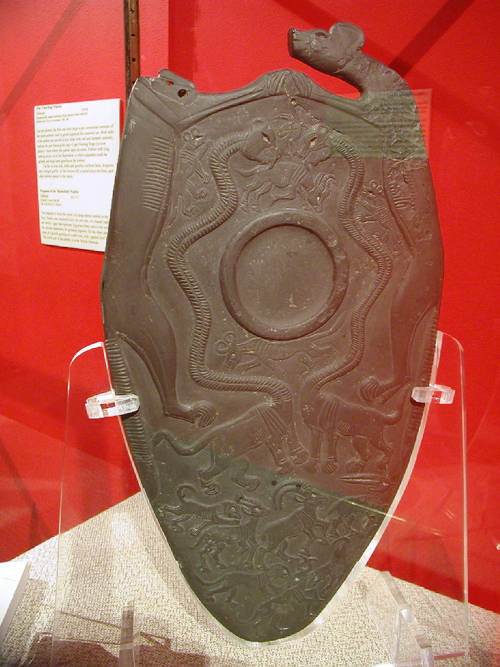
Kultikus paletta, valószínűleg az I. dinasztia korából, a Narmer-palettához hasonló állatmotívummal
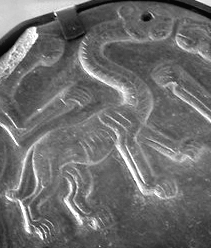
Egy másik hosszúnyakú állat
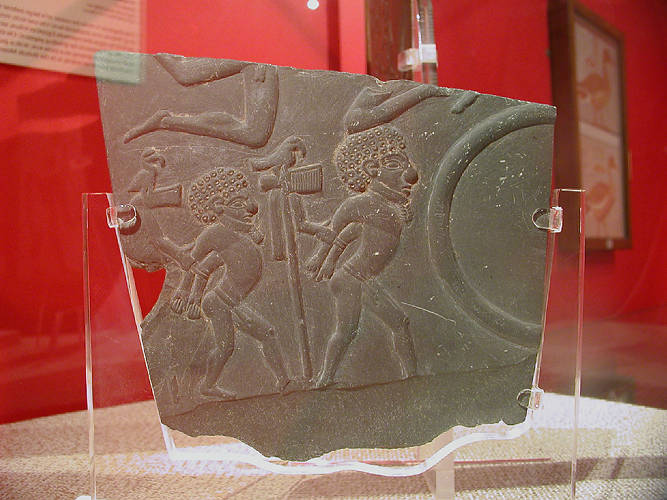
Egy paletta töredéke
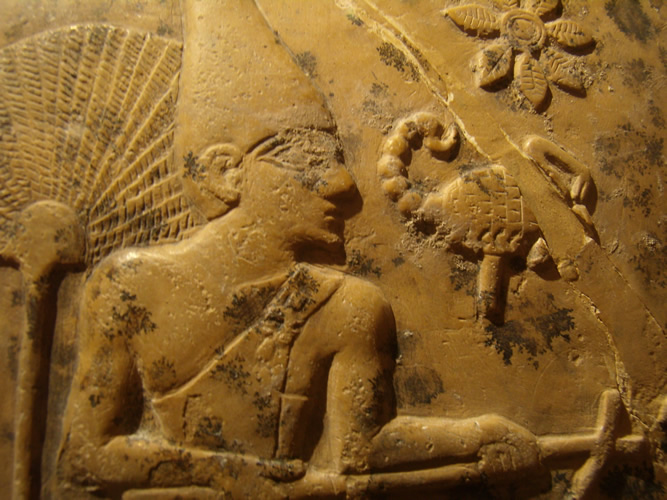
II. Skorpió buzogánya
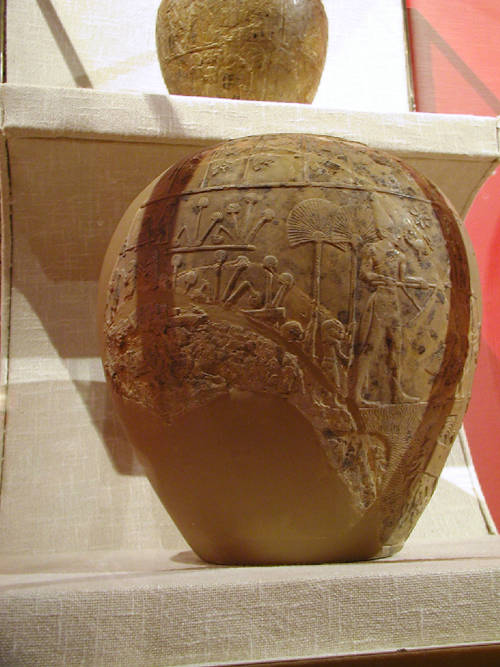
A teljes buzogányfej